# Balanitis circinada

Balanitis circinata es una manifestación dermatológica de la artritis reactiva. Es una dermatitis anular serpiginosa del glande del pene.

## Síntomas
Las lesiones características de la balanitis circinada se diferencian de otros tipos de balanitis porque son circulares, con bordes de tonalidad blanquecina o rojiza, ocasionalmente acompañadas de micropústulas.